# Eva González

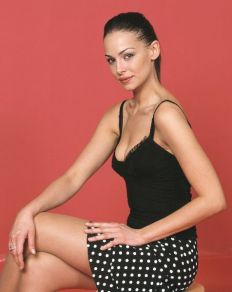
Eva González (2003)

Eva María González Fernández (* 5. November 1980 in Mairena del Alcor, Sevilla, Andalusien) ist eine spanische Schauspielerin, Fernsehmoderatorin und Gewinnerin eines Schönheitswettbewerbs, die ihr Land beim Miss-Universe-Wettbewerb 2003 vertrat.

## Werdegang

### Miss Spanien 2003
González nahm 2003 an der Wahl zur Miss Spanien teil und vertrat Sevilla. Sie gewann den Titel im Alter von 22 Jahren und reiste dann nach Panama-Stadt zum Miss-Universe-Wettbewerb 2003. Unter die Top 15 kam sie nicht. Bei der Trachtenpräsentation trug sie ein Flamenco-Kleid.

### Nach Miss Spanien
Nach ihrer Amtszeit als Miss Spain 2003 begann González zu modeln, ging für Spaniens Modedesigner über den Laufsteg und machte viele Fotoshootings für Magazine. Sie arbeitete als Fernsehmoderatorin in Sendungen wie Dímelo al oído (2006), Se llama copla (2007–2016), Tres deseos (2008), El juego del euromillón (2009), Supervivientes (2010), Satán & Eva (2012), MasterChef (2013–2018), MasterChef Junior (2013–2019), MasterChef Celebrity (2016–2018), El gran reto musical (2017) und La Voz (2019–heute). Sie arbeitete auch als Schauspielerin mit kleinen Rollen und Cameos in verschiedenen TV-Serien und mit einer Hauptrolle in der Sitcom La tira (2008).